# Amagami
Amagami (アマガミ lit. Dulce mordida?) es un videojuego de simulación de citas desarrollado y publicado por Enterbrain para la PlayStation 2. El juego fue lanzado el 19 de marzo de 2009. Una adaptación de anime titulada Amagami SS fue anunciada el 24 de abril de 2010. El anime comenzó a transmitirse el 1 de julio de 2010. En enero de 2012 comenzó a emitirse una secuela, Amagami SS plus, que llegó a su fin en marzo del mismo año.

## Argumento
Un chico de segundo año de preparatoria se encuentra afectado desde que sufrió una mala experiencia amorosa durante la secundaria. Sin embargo, durante la Navidad, sus esperanzas se encienden de nuevo al encontrar una chica que lo ame. La historia del anime se organiza en un formato ómnibus, donde cada heroína obtiene su propia versión de la historia animada. Cada heroína canta su propia versión del tema de cierre.
También es posible considerar cada arco como una especie de realidad paralela, es decir, en cada uno es posible observar lo que sucede dependiendo de quien es la muchacha de la cual el protagonista llega a enamorarse.

## Personajes

### Principales
Junichi Tachibana (橘純一 Tachibana Junichi?)
 Seiyū: Tomoaki Maeno
El protagonista masculino de la historia. Tuvo una desilusión amorosa dos años antes del inicio de la historia. Debido a esto, se había vuelto retraído y temeroso de intentar encontrar el amor. Sin embargo en los diferentes escenarios donde se acerca a cada una de las chicas logra abrir su corazón para apoyarlas en sus intereses y conflictos, de forma que poco a poco se vuelven más cercanos.
Miya Tachibana (みや橘 Tachibana Miya?)
 Seiyū: Kana Asumi
La hermana menor de Junichi y que de manera divertida le llama a su hermano, "Nii-nii". Tiene un carácter infantil y muchas veces encuentra a su hermano en situaciones accidentales elevadas de tono con sus amigas; tiende a ser celosa cuando su hermano está con otra chica, con excepción de Sae, Ai y Rihoko, quienes son sus amigas cercanas. Su comida favorita es nikuman, que trae con frecuencia en la conversación, generalmente fuera de contexto. A menudo despierta a su hermano al momento de ir a la escuela. El episodio 26 de anime está dedicado a ella, en donde expresa tener leves sentimientos incestuosos hacia Junichi al decir que a veces lamenta ser su hermana, ya que no tiene oportunidad de estar a la misma altura que las otras chicas a los ojos de él. 
Haruka Morishima (森島 はるか Morishima Haruka?)
 Seiyū: Shizuka Itō
Una chica muy popular y extrovertida; su carácter es despreocupado y en muchas ocasiones infantil e irresponsable. Está en su último año de escuela y tiene muchos fanes. Su mejor amiga es Hibiki Tsukahara, que está en el club de natación femenino y es la encargada de mantener a raya las ocurrencias de Haruka para evitar que interfiera las labores de otros. La relación de Junichi con esta chica fue la que creció más rápido. También es la que lo hacía más público como se puede ver en la segunda temporada. En el anime es una de las tres chicas con las que se muestra que su relación perdura por años y se convierte en un matrimonio.
Tsukasa Ayatsuji (絢辻 詞 Ayatsuji Tsukasa?)
 Seiyū: Kaori Nazuka
La representante de la clase, que es a la vez una gran trabajadora y una persona dispuesta a asumir cualquier tarea que nadie más haría. Aunque exteriormente se muestra amable y cordial, su personalidad real es sagaz y manipuladora. Es la segunda protagonista que se muestra en el anime con una relación con Junichi que con el paso de los años que acaba concretándose como una familia.
Rihoko Sakurai (桜井 梨穂子 Sakurai Rihoko?)
 Seiyū: Ryōko Shintani
Una chica con un gran apetito que adora los dulces. Es amiga de la infancia del protagonista. Lee muchos libros sobre dietas dentro de la biblioteca de su escuela y siempre piensa en ponerse a régimen, aunque nunca lo consigue ya que tiene una fuerza de voluntad muy pobre. Pertenece al Club de Té de su escuela. En la primera temporada del anime es la única que no llega concretar abiertamente una relación con Junichi y en la segunda temporada su historia acaba cuando él se le declara.
Kaoru Tanamachi (棚町 薫 Tanamachi Kaoru?)
 Seiyū: Rina Satō
Amiga de la secundaria del protagonista. Es de carácter fuerte y se muestra ruda frente a las demás personas, pero por dentro es amorosa y sensible (personalidad tsundere), hace dos años en Navidad se encontró con Junichi después que este regresara de la cita donde fuera plantado y lo llevó a celebrar a su casa para subir su ánimo comenzando así su amistad. Vive sola con su madre y tiene como afición comprar dulces o bebidas de edición limitada.
Sae Nakata (中多 紗江 Nakata Sae?)
 Seiyū: Hiromi Konno
Amiga de Miya y también compañera de esta en la escuela. Es una chica tímida a la que le cuesta enormemente elevar la voz o hablar con desconocidos, especialmente si son chicos. Además, tiene un busto muy desarrollado para su edad. Es la tercera chica con la que se ve que Junichi proyecta su relación en el futuro hasta convertirse en matrimonio.
Ai Nanasaki (七咲 逢 Nanasaki Ai?)
 Seiyū: Yukana
Una compañera de clase y amiga de Miya. Se encuentra en el club de natación femenino de su escuela. Se muestra fría en el exterior, pero en el interior es una persona dulce que se preocupa por los demás. En la segunda temporada se da a entender que de todas las relaciones de Junichi, la que mantiene con Ai es la más madura y romántica, además de no sentirse avergonzado como con el resto de las protagonistas.
Risa Kamizaki (上崎 裡沙  Kamizaki Risa?)
 Seiyū: Mai Kadowaki
Es un personaje secreto tanto en el videojuego como en el anime. Una chica tímida que ha estado enamorada de Junichi desde que eran muy pequeños y siempre lo ha observado secretamente. Según la versión de su ruta, Risa es la responsable de la decepción de Navidad de Junichi de hace dos años, pues engañó a la chica con la que el protagonista se vería para que no acudiera a la cita. Según el OVA que muestra su línea argumental, evitó la cita porque se había enterado de que ella planeaba romperle el corazón, por la misma razón, su ruta se trata sobre como evitó que el joven iniciara una relación con cada una de las muchachas de los arcos anteriores diciéndoles que el ya tenía una novia para así evitarle, según ella, nuevas decepciones.

### Secundarios
Maya Takahashi (高橋 麻耶 Takahashi Maya?)
 Seiyū: Risa Hayamizu
Masayoshi Umehara (梅原 正吉 Umehara Masayoshi?)
 Seiyū: Takuma Terashima
El mejor amigo de Junichi desde la infancia, su interés son las ídols japonesas. A menudo compra libros de fotos de ellas y las comparte con Junichi.El siempre llama a Junichi Jefe
Kanae Itō (伊藤 香苗 Itō Kanae?)
 Seiyū: Yuki Matsuoka
Keiko Tanaka (田中 恵子 Tanaka Keiko?)
 Seiyū: Mai Kadowaki
Hibiki Tsukahara (塚原 響 Tsukahara Hibiki?)
 Seiyū: Yū Asakawa
Mejor Amiga de Haruka Morishima. Es la capitana o presidenta del club de Natación. Y es la que siempre controla o regresa a la tierra a Haruka. Su personalidad es opuesta a la de Haruka siendo solemne, seria e imperturbable, por lo que funcionan como un complemento una de la otra.

## Media

### Anime
La primera temporada fue realizada por el estudio AIC. La misma constó de 26 episodios.
Amagami SS+ o Amagami SS+ Plus es la segunda temporada del anime y continúa con la historia de la primera temporada. Fue también realizada por el estudio AIC y constó de 13 episodios. Si bien el reparto se mantuvo, hubo algunos cambios en el equipo de producción.

### Música
Tema principal
"1era. temporada"
- OP1 "I Love" (Episodios 1 al 13)

Canción/Letra/Composición - azusa / Arreglo - azusa, t.sato
- - En el episodio 24, la parte B se utiliza como canción insertada.
  - El orden de los cortes de personajes reproducidos en la parte final de la animación de apertura difiere para cada episodio, siendo la heroína el sexto y último personaje.
  - Sólo en la versión transmitida por televisión, "i Love" se usa hasta el episodio 13 del Capítulo 1 de Nanasaki Ai-hen, y solo Nanasaki Ai-hen tiene dos aperturas. "Kimi no Mama de" se utiliza desde el episodio 13 en Blu-ray y DVD.
- OP2 “Kimi no Mama De” (Episodios 14 al 26)

Canción/Letra/Composición - azusa / Arreglo - azusa, t.sato
- - La persona que gira en la parte final de la animación de apertura es diferente para cada episodio, y en cada episodio se inserta la heroína correspondiente.

"Segunda temporada"
- OP1 "Check My Soul"

Canción/Letra/Composición - azusa / Arreglo - azusa, t.sato & r.wat
- - Con la excepción del arco de Tachibana Miya, donde ella aparece sola, el orden en el que los personajes se reúnen en la parte final de la animación de apertura difiere para cada arco. Las heroínas aparecerán en orden inverso a partir del episodio anterior, y la heroína será la sexta y última heroína.

Tema final
"1era. temporada"
- ED1 "Kimi no Hitomi ni Koishiteru" (Episodios 1 al 4)

Voz - Haruka Morishima (Shizuka Ito) / Letra - Kazuyuki Fushimi / Composición y arreglo - Kohei Tsunami
- ED2 "Kitto Ashita Wa…" (Episodios 5 al 8)

Voz - Kaoru Tanamachi (Rina Sato) / Letra - Maki Ogawa / Composición y arreglo - Katsu Yokoyama
- ED3 "Anata Shika Mienai" (Episodios 9 al 12)

Voz - Sae Nakata (Hiromi Konno) / Letra, composición, arreglo - Naoya Kurosawa
- ED4 “Koi ha Mizuiro” (Episodios 13 al 16)

Canción - Yukana / Letra - Reika / Composición y arreglo - Kohei Tsunami
- ED5 “Koi hā Serazu” (Episodios 17 al 20)

Voz - Rihoko Sakurai (Ryoko Shintani) / Letra - Takafumi Fujinota / Composición - Shinya Tada / Arreglo - Yuji Hamasaki
- ED6 "Nageki no Tenshi" (Episodios 21-24)

Canción - Letra de Ayatsuji (Kaori Natsuka) / Letra, composición, arreglo - Kazunori Ashizawa
- ED7 “Koi no Yukue” (Episodio 25)

Voz - Isa Uesaki (Mai Kadowaki) / Letra - Yuka-ri / Composición - Kei Yoshikawa / Arreglo - pOlOn
- ED8 "Sutekina aru Hi" (Episodio 26)

Voz - Miya Tachibana (Kana Asumi) / Letra - Kazuyuki Fushimi / Composición - Toshiyuki Machida / Arreglo - Hiromu Ito
- - Al igual que las canciones, las animaciones finales son diferentes para cada episodio, y en cada episodio solo se representa a la heroína en cuestión.

"Segunda temporada"
- ED1 "Kokuhaku"

Canción/Letra/Composición - azusa / Arreglo - azusa, t.sato&r.wat
- - La persona que gira en la parte final de la animación final es diferente para cada episodio, y en cada episodio se inserta la heroína correspondiente.

Insert song

"1era. temporada"

"minamo" (episodio 15)
Canción - Yukana / Letra - Kazuyuki Fushimi / Composición y arreglo - Kohei Tsunami

"Hoshi" (Episodio 20)
Voz - Rihoko Sakurai (Ryoko Shintani) / Letra - Yuko Konishi / Composición - Shinya Tada / Arreglo - Makoto Ikuta